# Йоан II Ангел Дука
Йоан II Ангел Дука (на средногръцки: Ιωάννης Β΄ Άγγελος Δούκας) е владетел на автономното Тесалийско княжество.
Син е на Константин I Дука и управлява де юре от 1303 година, а де факто след 1308 година след смъртта на регента Ги де ла Рош от Атинското херцогство. С изтеглянето на каталаните на юг Йоан II Ангел Дука поема контрола в земите си, сближава се с Византия женейки се за Ирина Палеологина, незаконна дъщеря на Андроник II Палеолог и евентуално получава севастократорска титла. Йоан II владее и Южна Македония с важния град Костур и се титулува „дук на Велика Влахия и Костур“.
След смъртта му през 1318 година земите му са поделени между велможата Стефан Гавриилопул и каталаните на юг, които основават Херцогство Неопатрия.